# Kvalifikace na Mistrovství Evropy ve fotbale 1984 – skupina 1
Zápasy kvalifikační skupiny 1 na Mistrovství Evropy ve fotbale 1984 se konaly v letech 1982 a 1983. Ze čtyř účastníků si postup na závěrečný turnaj vybojoval vítěz skupiny.

## Tabulka
| Tým       | B | Z | V | R | P | VG | IG |
| --------- | - | - | - | - | - | -- | -- |
| Belgie    | 9 | 6 | 4 | 1 | 1 | 12 | 8  |
| Švýcarsko | 6 | 6 | 2 | 2 | 2 | 7  | 9  |
| NDR       | 5 | 6 | 2 | 1 | 3 | 7  | 7  |
| Skotsko   | 4 | 6 | 1 | 2 | 3 | 8  | 10 |

## Zápasy
| 6. října 1982                           |        |           |                                                                       |
| Belgie                                  | 3:0    | Švýcarsko | Heysel Stadium, Brusel diváci: 16 808 rozhodčí: Paolo Bergamo (Italy) |
| Lüdi 2' (vl.) Coeck 48' Vandenbergh 82' | Report |           | Heysel Stadium, Brusel diváci: 16 808 rozhodčí: Paolo Bergamo (Italy) |

| 13. října 1982        |        |     |                                                                         |
| Skotsko               | 2:0    | NDR | Hampden Park, Glasgow diváci: 40 335 rozhodčí: Georges Konrath (France) |
| Wark 53' Sturrock 75' | Report |     | Hampden Park, Glasgow diváci: 40 335 rozhodčí: Georges Konrath (France) |

| 17. listopadu 1982  |        |         |                                                                                   |
| Švýcarsko           | 2:0    | Skotsko | Wankdorf Stadium, Bern diváci: 26 500 rozhodčí: Vojtech Christov (Czechoslovakia) |
| Sulser 49' Egli 61' | Report |         | Wankdorf Stadium, Bern diváci: 26 500 rozhodčí: Vojtech Christov (Czechoslovakia) |

| 15. prosince 1982                     |        |                   |                                                                                          |
| Belgie                                | 3:2    | Skotsko           | Heysel Stadium, Brusel diváci: 48 877 rozhodčí: António José Da Silva Garrido (Portugal) |
| Vandenbergh 25' Van der Elst 39', 63' | Report | Dalglish 13', 35' | Heysel Stadium, Brusel diváci: 48 877 rozhodčí: António José Da Silva Garrido (Portugal) |

| 30. března 1983 |        |                                  |                                                                                   |
| NDR             | 1:2    | Belgie                           | Zentralstadion, Lipsko diváci: 75 000 rozhodčí: John Carpenter (Ireland Republic) |
| Streich 82'     | Report | Van Der Elst 35' Vandenbergh 70' | Zentralstadion, Lipsko diváci: 75 000 rozhodčí: John Carpenter (Ireland Republic) |

| 30. března 1983       |        |                      |                                                                             |
| Skotsko               | 2:2    | Švýcarsko            | Hampden Park, Glasgow diváci: 36 923 rozhodčí: Charles Corver (Netherlands) |
| Wark 70' Nicholas 75' | Report | Egli 14' Hermann 57' | Hampden Park, Glasgow diváci: 36 923 rozhodčí: Charles Corver (Netherlands) |

| 27. dubna 1983          |                          |            |                                                                              |
| Belgie                  | 2:1                      | NDR        | Heysel Stadium, Brusel diváci: 43 000 rozhodčí: Emilio Guruceta Muro (Spain) |
| Ceulemans 18' Coeck 39' | Report[nedostupný zdroj] | Streich 9' | Heysel Stadium, Brusel diváci: 43 000 rozhodčí: Emilio Guruceta Muro (Spain) |

| 14. května 1983 |        |     |                                                                        |
| Švýcarsko       | 0:0    | NDR | Wankdorf Stadium, Bern diváci: 40 000 rozhodčí: Rolf Ericsson (Sweden) |
|                 | Report |     | Wankdorf Stadium, Bern diváci: 40 000 rozhodčí: Rolf Ericsson (Sweden) |

| 12. října 1983                    |        |           |                                                                                                   |
| NDR                               | 3:0    | Švýcarsko | Friedrich-Ludwig-Jahn-Sportpark, Východní Berlín diváci: 12 000 rozhodčí: Keith Hackett (England) |
| Richter 45' Ernst 73' Streich 90' | Report |           | Friedrich-Ludwig-Jahn-Sportpark, Východní Berlín diváci: 12 000 rozhodčí: Keith Hackett (England) |

| 12. října 1983 |        |                |                                                                        |
| Skotsko        | 1:1    | Belgie         | Hampden Park, Glasgow diváci: 23 000 rozhodčí: Enzo Barbaresco (Italy) |
| Nicholas 75'   | Report | Vercauteren 4' | Hampden Park, Glasgow diváci: 23 000 rozhodčí: Enzo Barbaresco (Italy) |

| 9. listopadu 1983                      |        |                 |                                                                            |
| Švýcarsko                              | 3:1    | Belgie          | Wankdorf Stadium, Bern diváci: 10 000 rozhodčí: Volker Roth (West Germany) |
| Schällibaum 23' Brigger 75' Geiger 89' | Report | Vandenbergh 63' | Wankdorf Stadium, Bern diváci: 10 000 rozhodčí: Volker Roth (West Germany) |

| 16. listopadu 1983    |        |            |                                                                            |
| NDR                   | 2:1    | Skotsko    | Kurt-Wabbel Stadion, Halle diváci: 18 000 rozhodčí: Franz Wöhrer (Austria) |
| Kreer 34' Streich 43' | Report | Bannon 77' | Kurt-Wabbel Stadion, Halle diváci: 18 000 rozhodčí: Franz Wöhrer (Austria) |